# چسب نواری برق

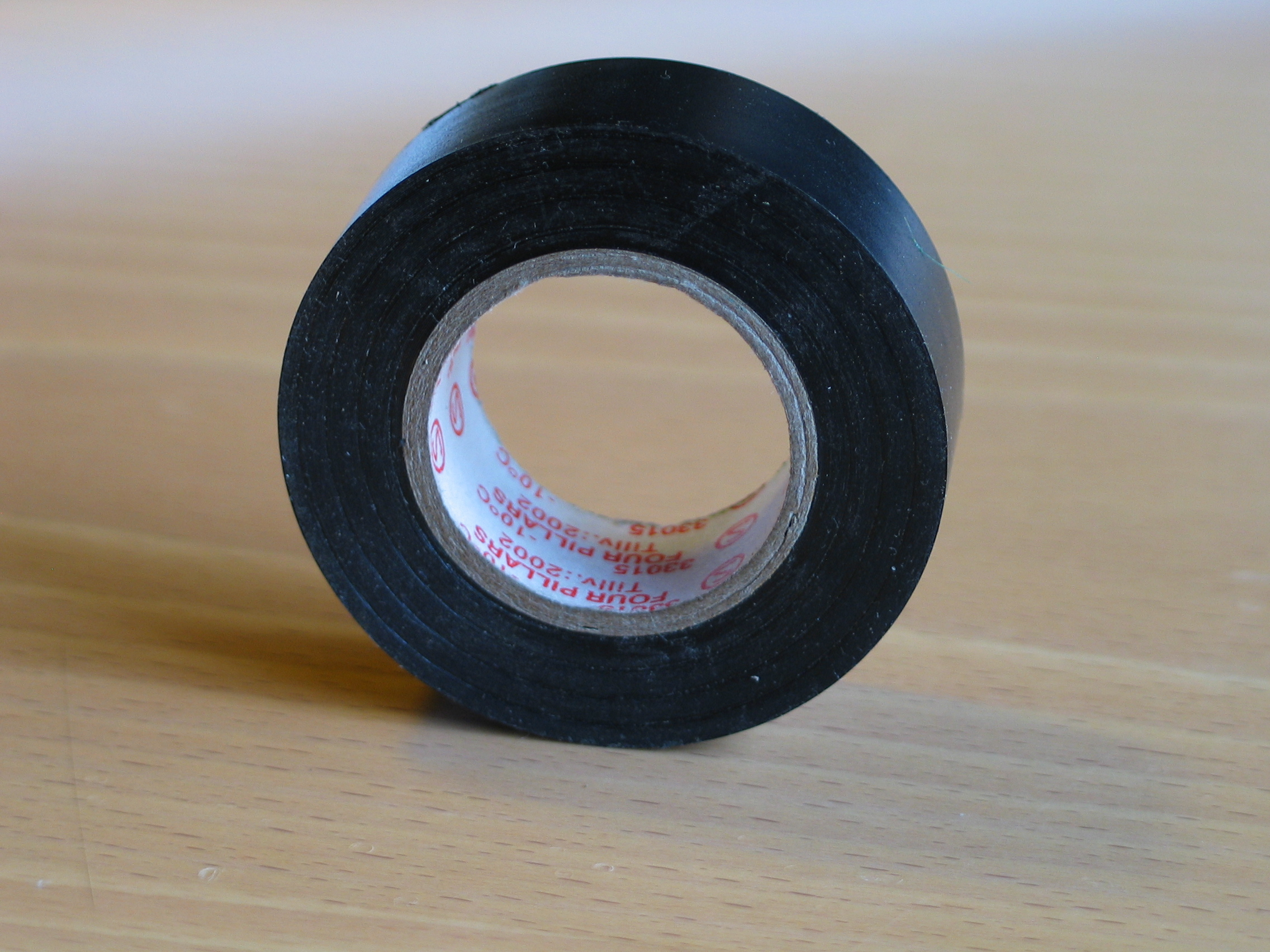
لنت برق معمولی سیاه‌رنگ

چسب نواری برق یا لنت برق نوعی چسب نواری است که برای عایق‌سازی سیم‌های برق و دیگر رساناهای الکتریسیته به کار می‌رود. جنس آن معمولاً از پلاستیک و خصوصاً وینیل است.

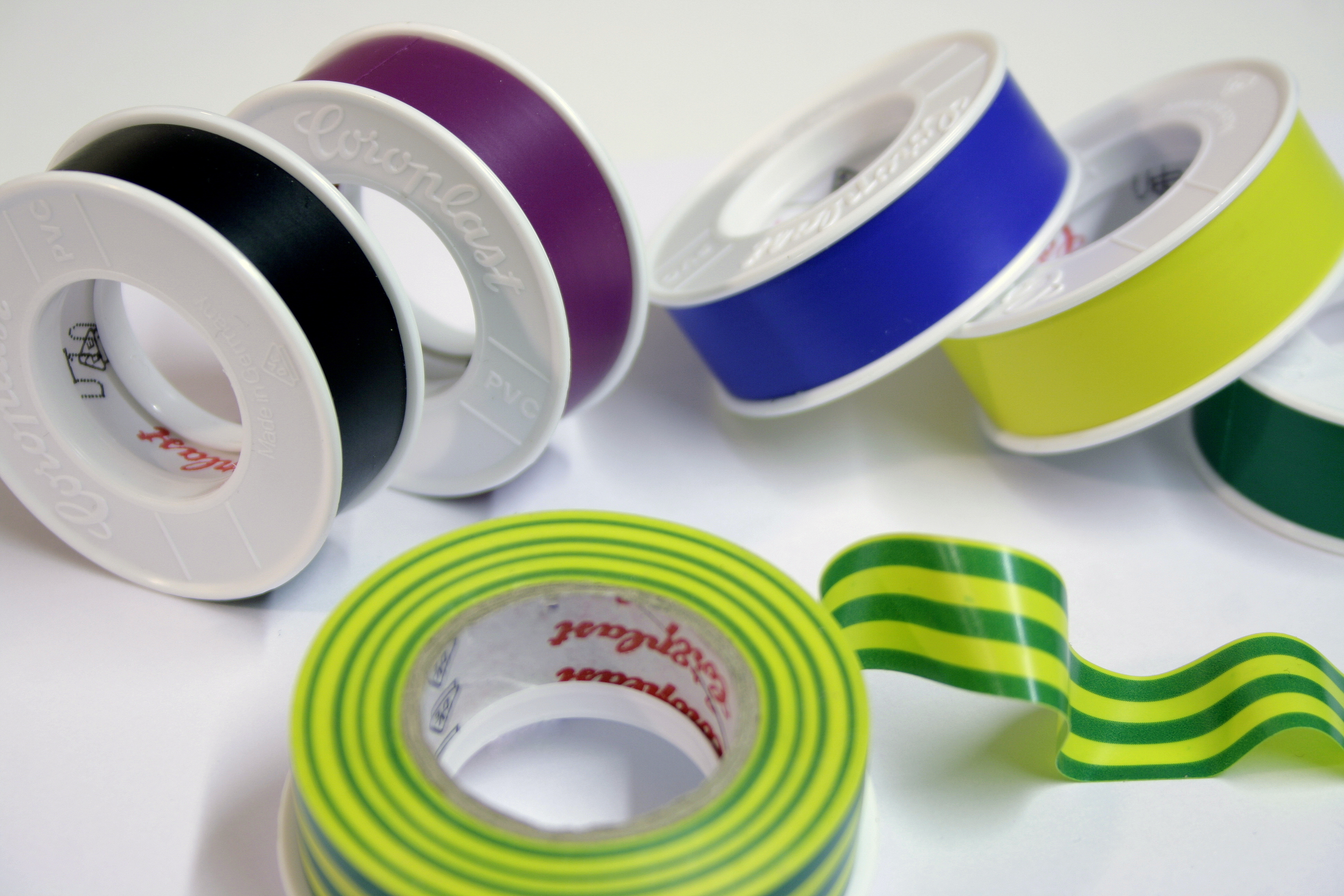
انواع رنگی چسب برق

انواع بسیاری از لنت برق وجود دارد. برق‌کاران معمولاً از لنت سیاه برای عایق‌سازی سیم‌ها استفاده می‌کنند. رنگ‌های دیگر چسب برق برای نشان دادن ولتاژ و فاز سیم است. در سیم‌های بلند، عایق‌کاری را با لنت سیاه انجام می‌دهند و در انتهای سیم یک حلقه چسب رنگی می‌زنند تا وضعیت سیم معلوم شود.

### ویژگی های چسب برق
چسب برق به دلیل استفاده در شرایط مختلف فیزیکی و آب و هوایی در معرض آسیب دیدگی قرار دارد. به همین دلیل باید به خوبی در برابر گرما، سرما، اشعه UV خورشید و ... مقاومت و اثر چسبندگی خود را از دست ندهد.
چسب برق در بسیاری موارد بی‌ربط به عایق‌سازی هم به کار می‌رود؛ مثلاً برای چسباندن موقت اشیا به هم یا برچسب زدن (چون به‌آسانی می‌توان روی این چسب چیزی نوشت) یا ساخت ترقه اکلیل و سرنج. لنت برق را می‌توان با دست تکه‌تکه کرد.